# Chrístos Tasoulís
Chrístos Tasoulís (grec moderne : Χρήστος Τασουλής), né le 3 mai 1991 à Tripoli, est un footballeur grec qui évolue au poste de défenseur au Iraklis Thessalonique.

## Biographie

### Carrière en club
Chrístos Tasoulís est formé au PAE Asteras Tripolis en Grèce. En 2010, il s'engage avec Athinaïkós, où il joue douze rencontres.
Très peu utilisé par son entraîneur, il signe en 2011 un contrat avec le club du Fostiras FC. Il réalise de belles performances en défense et obtient beaucoup de temps de jeu. Il signe donc un contrat de deux ans de plus avec le club. Au cours de la période 2013/14, il réalise sa meilleure saison avec le club, tout en marquant le but gagnant en fin de rencontre du dernier match qui mène le club aux séries éliminatoires pour la montée en Super League. 
En 2014, Panionios obtient l'accord du joueur pour la signature d'un contrat de trois ans. Le 25 août 2014, il fait ses débuts avec le club, en jouant pour la première fois en Super League, lors d'une victoire à domicile 2-1 contre Ergotelis. Le 11 décembre 2016, il inscrit son premier but avec le club, lors d'une victoire à domicile 1-0 contre Kerkyra. 
Le 10 juillet 2017, il est prêté au Racing Club de Lens avec option d'achat. Après seulement deux apparitions non convaincantes sous le maillot lensois, le Racing Club de Lens décide de mettre un terme à son prêt lors du mercato hivernal.

### Carrière internationale
Après ses performances impressionnantes avec Panionios, Claudio Ranieri l'appelle en équipe nationale en 2014.